# Ignacio Pinazo Camarlench
Ignacio Pinazo Camarlench (ur. 11 stycznia 1849 w Walencji, zm. 18 października 1916 w Godelli) – hiszpański malarz i grafik.
Pochodził z biednej rodziny, wcześnie stracił rodziców i musiał pracować od najmłodszych lat. Dzięki wsparciu sponsorów ukończył Królewską Akademią Sztuk Pięknych San Carlos w Walencji i dwukrotnie wyjechał do Rzymu. Początkowo malował obrazy o tematyce historycznej zgodnie z akademickimi zasadami wyniesionymi ze szkoły. Po podróżach jego styl stopniowo ewoluował w stronę impresjonizmu, zmieniła się również tematyka jego obrazów i kolorystyka. Artysta malował portrety, sceny rodzajowe i akty, rzadziej pejzaże i martwe natury. Wystawiał głównie w Hiszpanii i był wielokrotnie nagradzany medalami m.in. w Akademii w Walencji. Był żonaty z Teresą Martinez Montfort, miał dwóch synów: rzeźbiarza Ignacio i malarza José.